# Viviers-sur-Chiers
 Viviers-sur-Chiers  là một xã của tỉnh Meurthe-et-Moselle, thuộc vùng Grand Est, đông bắc nước Pháp. Xã này nằm ở khu vực có độ cao trung bình 228 mét trên mực nước biển.
Diện tích là 16,24 km2.